# Кадлубиська (Замойський повіт)
Кадлубиська (пол. Kadłubiska) — село в Польщі, у гміні Комарув-Осада Замойського повіту Люблінського воєводства. Населення — 240 осіб (2011).

## Історія
За німецької окупації 1939—1944 років у селі діяла українська школа.
У 1975—1998 роках село належало до Замойського воєводства.

## Демографія
Демографічна структура станом на 31 березня 2011 року:
|          | Загалом | Допрацездатний вік | Працездатний вік | Постпрацездатний вік |
| -------- | ------- | ------------------ | ---------------- | -------------------- |
| Чоловіки | 123     | 23                 | 86               | 14                   |
| Жінки    | 117     | 21                 | 63               | 33                   |
| Разом    | 240     | 44                 | 149              | 47                   |